# خايرو أراوغو
خايرو أراوغو (بالإسبانية: Jairo Araujo)‏ هو لاعب كرة قدم مكسيكي، ولد في 25 فبراير 1990 في San Francisco del Rincón ‏ في المكسيك. لعب مع كلوب ليون.

## وصلات خارجية
- خايرو أراوغو على موقع قاعدة بيانات كرة القدم.إي يو (الإنجليزية)
- خايرو أراوغو على موقع Soccerway.com (الإنجليزية)